# Pećane
Pećane so vaško naselje na Hrvaškem, ki upravno spada pod občino Udbina Liško-senjske županije.

## Znane osebnosti
- Jovanka Broz roj. Budisavljević (1924 - 2013)

## Demografija
| Pregled števila prebivalcev po letih | Pregled števila prebivalcev po letih | Pregled števila prebivalcev po letih | Pregled števila prebivalcev po letih | Pregled števila prebivalcev po letih | Pregled števila prebivalcev po letih | Pregled števila prebivalcev po letih | Pregled števila prebivalcev po letih | Pregled števila prebivalcev po letih | Pregled števila prebivalcev po letih | Pregled števila prebivalcev po letih | Pregled števila prebivalcev po letih | Pregled števila prebivalcev po letih | Pregled števila prebivalcev po letih | Pregled števila prebivalcev po letih |
| ------------------------------------ | ------------------------------------ | ------------------------------------ | ------------------------------------ | ------------------------------------ | ------------------------------------ | ------------------------------------ | ------------------------------------ | ------------------------------------ | ------------------------------------ | ------------------------------------ | ------------------------------------ | ------------------------------------ | ------------------------------------ | ------------------------------------ |
| 1857                                 | 1869                                 | 1880                                 | 1890                                 | 1900                                 | 1910                                 | 1921                                 | 1931                                 | 1948                                 | 1953                                 | 1961                                 | 1971                                 | 1981                                 | 1991                                 | 2001                                 |
| 618                                  | 706                                  | 614                                  | 745                                  | 761                                  | 730                                  | 766                                  | 607                                  | 376                                  | 338                                  | 279                                  | 184                                  | 124                                  | 118                                  | 45                                   |

Po popisu prebivalstva iz leta 2001 je vas imela 45 prebivalcev, ki so živeli v 23-ih gospodinstvih.